# Агрогородок
Агрогородо́к (каз. Агрогородок) — село у складі Абайського району Карагандинської області Казахстану. Входить до складу Мічурінського сільського округу.
Населення — 856 осіб (2021; 936 у 2009, 927 у 1999, 1738 у 1989).
Національний склад станом на 1989 рік:
- росіяни — 50 %.